# Баришич, Адриан Леон
Леон Адриан Баришич (босн. Adrian Leon Barišić; род. 19 июля 2001, Штутгарт) — боснийский футболист, защитник клуба «Базель» и сборной Боснии и Герцеговины.

## Клубная карьера
Баришич — воспитанник клубов «Хайдук», загребского «Динамо», «Сплит» и «Осиек». 2 мая 2021 года в матче против «Вараждина» он дебютировал в чемпионате Хорватии в составе последних. В начале 2022 года Баришич на правах аренды перешёл в итальянский «Фрозиноне». 21 января в матче против «Пармы» он дебютировал в итальянской Серии B. 12 марта в поединке против «Алессандрии» Леон забил свой первый гол за «Фрозиноне». По окончании аренды он вернулся в Осиек. 
Летом 2023 года Баришич перешёл в швейцарский «Базель».

## Международная карьера
17 июня 2023 года в отборочном матче чемпионата Европы 2024 против сборной Португалии Баришич дебютировал за сборную Боснии и Герцеговины. 